# 向氏湧川殿内
向氏 湧川殿内（しょううじ わくがわどぅんち）は、尚宣威王の長男・尚儲、越来王子朝理を元祖とする琉球王国の士族（首里士族）。第二尚氏の分家で、代々越来間切（現・沖縄市）の総地頭職を務めた琉球王国の大名であったが、5世のとき養子を迎えたためか、御殿 (沖縄)から殿内になり、士族に降格となった。

## 概要
神託により退位させられた尚宣威王の末裔であったことからか、冷遇された感がある。初めは魏氏を名乗っていたが、1691年系図座設置の際には向氏を賜った。一世越来王子朝理のあと、尚真王第四王子尚龍徳が越来王子地頭職をひきついだため、見里村の脇地頭に降格となった。
五世から10世までは越来を家名にしていたが、11世・朝略のとき、越来王子朝奇（のちの小禄王子朝奇、具志頭御殿元祖）と同名になるのを避けて湧川親方を称し、以後湧川が家名となった。

## 系譜
- 一世・魏儲（尚儲）・越来王子朝理（尚宣威王長男）（1534年没）
- 二世・魏鼎（尚鼎）・見里王子朝易（尚宣威王次男、兄尚儲の養子）（妻は尚真王の長女・佐司笠。兄朝理の家督を継ぐ。享年81）
- 三世・魏（向）廷棟・見里按司朝復
- 四世・魏（向）徳厚・見里按司朝副
- 五世・魏（向）徳深・越来親方朝首（朝復次男、兄朝副の養子）
- 六世・魏（向）佐国・越来親方朝但
- 七世・魏（向）益国・越来親方朝上（朝首次男、兄朝但の養子）
- 八世・向美材・越来親方朝誠
- 九世・向応伯・越来親方朝盛
- 十世・向世公・越来親雲上朝宴
- 十一世・向崇簡・湧川親方朝略
- 十二世・向邦鼎・湧川親方朝喬
- 十三世・向元竜・湧川親方朝興
- 十四世・向文瑞・湧川親方朝傑（実父、向元麟・湧川里之子親雲上朝紀）
- 十五世・向秉義・湧川親方朝郁
- 十六世・向汝霖・湧川親方朝愛
- 十七世・向丕績・湧川親方朝功